# Kriegerdenkmal Weißewarte
Das Kriegerdenkmal Weißewarte ist ein ehemals denkmalgeschütztes Kriegerdenkmal im Ortsteil Weißewarte der Stadt Tangerhütte in Sachsen-Anhalt. Im örtlichen Denkmalverzeichnis war es unter der Erfassungsnummer 094 30593 als Baudenkmal verzeichnet.

## Allgemeines
Das Kriegerdenkmal in Weißewarte befindet sich an der Dorfstraße. Es handelt sich um einen Findling mit einer Inschrift auf einem kleinen Hügel aus Feldsteinen. Die Inschrift ist kaum noch erkennbar.

## Inschrift
Zum Gedenken der Opfer von Krieg und Gewaltherrschaft.